# Roberto Larraz
Roberto Larraz (ur. 20 sierpnia 1898 w Buenos Aires, zm. 27 listopada 1978 tamże) – argentyński florecista, brązowy medalista olimpijski.
Na igrzyskach olimpijskich w Paryżu w 1924 roku był piąty we florecie indywidualnym, wygrywając dwie z sześciu walk w rundzie finałowej. W turnieju drużynowym Argentyńczycy odpadli w półfinałach. Na rozgrywanych cztery lata później igrzyskach olimpijskich w Amsterdamie reprezentacja Argentyny w składzie: Roberto Larraz, Raúl Anganuzzi, Luis Lucchetti, Héctor Lucchetti i Carmelo Camet zdobyła brązowy medal we florecie drużynowym. Indywidualnie nie startował. Podczas igrzysk olimpijskich w Los Angeles w 1932 roku był piąty drużynowo i siódmy indywidualnie. Brał też udział w igrzyskach olimpijskich w Berlinie w 1936 roku, zajmując siódme miejsce drużynowo, a indywidualnie odpadając w ćwierćfinałach.
Nie zdobył medalu mistrzostw świata.